# 18. ročník předávání cen Amerického filmového institutu
18. ročník předávání cen Amerického filmového institutu ocenil nejlepších deset filmů a deset filmových programů za rok 2017. Ocenění byla předána 5. ledna 2018 na soukromém obědě AFI Awards v Los Angeles v Kalifornii.

## Nejlepší filmy
- Pěkně blbě
- Dej mi tvé jméno
- Dunkerk
- The Florida Project
- Uteč
- Lady Bird
- Akta Pentagon: Skrytá válka
- Tvář vody
- Tři billboardy kousek za Ebbingem
- Wonder Woman

## Nejlepší televizní programy
- Sedmilhářky
- The Crown
- Zlá krev
- Hra o trůny
- The Good Place
- Příběh služebnice
- Nesvá
- Master of None
- Stranger Things
- This Is Us

## Speciální ocenění
- The Vietnam War